# William Charles Aalsmeer
William Charles Aalsmeer (Paramaribo, 17 oktober 1889 - Velsen, 25 april 1957) was een Nederlands cardioloog. Hij was verbonden aan de medische kliniek van de artsenopleiding in Soerabaja op Java in Nederlands-Indië.

## Levensloop
William Charles Aalsmeer volgde de HBS in Den Haag en studeerde in Leiden. In 1920 promoveerde hij cum laude in Groningen. Hij werd benoemd tot leraar interne geneeskunde bij de Nederlands Indische artsenschool in Surabaja. Hij doceerde er tot juni 1934. Hij vestigde zich daarna als specialist in Den Haag

## Aalsmeertest
Aalsmeer heeft de naar hem genoemde Aalsmeertest ontwikkeld. Om de diagnose beriberi te stellen gaf hij een intramusculaire injectie met 1 mg adrenaline. In het geval van beriberi ontstond er dan verergering van de cardiovasculaire klachten en binnen het uur een bijna onmeetbaar lage bloeddruk.
Later werd vastgesteld dat dit effect ook ontstaat bij ander aandoeningen met vergelijkbare circulatiestoornissen zoals aortaklepinsufficiëntie (slecht sluiten van de aortaklep) en de ziekte van Graves. Doordat de onderdruk sterk stijgt is de verhoging van de polsdruk (het verschil tussen boven- en onderdruk) een maat voor de ernst van de circulatiestoornissen.

## Wetenswaardigheden
- Aalsmeer trouwde  met Margarethe Schwarz uit Bistriz. Zij kregen twee kinderen
- In oktober 1945 scheidden ze[2]